# Драгомир Кесеровић
Драгомир Кесеровић (Пискавица код Бањалуке, 8. јун 1957) јесте пензионисани генерал-мајор Војске Републике Српске.

## Биографија
Генерал-мајор Драгомир Кесеровић је рођен 8. јуна 1957. у селу Пискавица, општина Бања Лука, Народна Република Босна и Херцеговина, Федеративна Народна Република Југославија, од оца Славка по занимању радник и мајке Стане по занимању домаћица. Има брата Драшка (1965) и сестру Драгицу (1960). Ожењен је и у браку са супругом Радинком. Има двоје дјеце. Живи и ради у Бањој Луци. Тренутно обавља дужност начелника Одјељења за борачко-инвалидску заштиту у општини Бања Лука.

## Школовање
Основну школу завршио је 1972. у родној Пискавици, а Средњу техничку школу у Бањој Луци 1976. Након завршетка средње школе уписује Војну академију Копнене војске Београду и Бањој Луци, смјер оклопно механизоване јединице коју је завршио 1981. са одличном успјехом. Истим успјехом завршио је и Генералштабну академију 1997. у Београду (1997), као и Школу националне одбране 1999. у Београду (1999). Постдипломске студије завршио је 2005. на Факултету цивилне одбране у Београду, а докторирао је 2009. на Факултету за безбједности заштиту у Бањој Луци.
У периоду од 1982. до 1987. завршио је више специјалистичких курсева из области извиђачких дејстава, војно-полицијских дејстава и тактике, рјешавања побуна, кризних и талачких ситуација, борбе против диверзантско-терористичких група, обавјештајне службе, обавјештајно-безбједносних система и безбједности у Обавјештајно безбједносном школском центру у Панчеву.

## Војна каријера
У чин потпоручника произведен је 30. јула 1981, а у чин поручника унапријеђен 1982, капетана 1985, капетана I класе 1988. (ванредно), мајора 1992. (ванредно), потпуковника 1994. (ванредно), пуковника 1997. (ванредно) и генерал-мајора 9. јануара 2001. године.
Током службе у ЈНА обављао је дужности: командир вода; командир чете; замјеник команданта батаљона; референт безбједности у команди; начелник безбједности у бригади. У сукобима на тлу бивше СФРЈ учествовао је као припадник ЈНА у 287. батаљону војне полиције и 1. гардијској дивизији од 17. августа 1991. до 12. маја 1992. Као припадник Војске Републике Српске учесник је Одбрамбено-отаџбинског рата у периоду од 12. маја 1992. до 14. децембра 1995. У Војсци Републике Српске обављао дужности команданта батаљона Војне полиције у Источно-босанском корпусу ВРС; команданта 1. батаљона Војне полиције у 1. Крајишком корпусу (од септембра 1993. до 1995); команданта бригаде; начелник штаба l. Крајишког корпуса; начелник Одјељења безбједности у Управи безбједности; помоћник начелника Управе безбједности за војну полицију; начелник Управе безбједности; начелник Сектора за обавјештајно-безбједносне послове; помоћник министра одбране и начелник Службе безбједности одбране у Кабинету предсједника Републике Српске.
Службовао је у гарнизонима: Скопље, Куманово, Ваљево, Ниш, Београд, Бања Лука, Бијељина и Хан Пијесак. Пензионисан је 7. марта 2002. године.
У Одбрамбено-отаџбинском рату рањаван је три пута и има статус ратног војног инвалида 5. категорије. Једно од рањавања десило се 2. јула 1994. у рејону Шупље букве на Србобранском ратишту.

## Одликовања
Током војне каријере више пута је одликован
- Медаљом за војне заслуге (1983),
- Орденом за војне заслуге са сребрним мачевима (1987),
- Орденом Милоша Обилића (1994) и
- Орденом Карађорђеве звијезде другог реда (1998).[1]

## Политичка каријера
Политички је био ангажован у Демократска партија - Драган Чавић, Странци праведне политике, Демократском народном савезу (ДНС) и од децембра 2018. члан је Демократског савеза (ДЕМОС). На локалним изборима у БиХ 2012. био је кандидат Демократске партије за Скупштину општине Бања Лука. Као носилац листе Странке праведне политике за Народну скупштину Републике Српке учествовао је на Општим изборима 2014. На Општим изборима 2018. у Босни и Херцеговини био је кандидат испред ДНС за Парламентарну скупштину БиХ.

## Хашки трибунал
Појавио се као свједок Тужилаштва Хашког трибунала у процесу против генерала Ратка Младића, и као војни експерт одбране у процесу против Радована Караџића.

## Академска каријера
Ангажован је на Факултету за безбједност и заштиту, Независног универзитета у Бањој Луци, на основним академским студијама као одговорни наставник на предметима: Основи безбједности и заштите, Систем безбједности Европске уније, Системи безбједности и заштите и Безбједносна култура и на мастер студијама као одговорни наставник за предмете: Теорија система безбједности и Систем безбједности Босне и Херцеговине.
Аутор је више научних радова и уџбеника.